# مواد شیمیایی عصبی
مواد شیمیایی عصبی مولکول‌های آلی هستند مانند دوپامین، سروتونین و عامل رشد عصب (به انگلیسی: (Nerve growth factor (NGF) که در فعالیت‌های عصبی بدن ایفای نقش می‌کنند. دانش شیمی اعصاب به مطالعهٔ مواد شیمیایی عصبی می‌پردازد.

## برخی مواد شیمیایی عصبی پراهمیت
- عامل رشد عصب (به انگلیسی: (Nerve growth factor (NGF)
- دوپامین نوعی پیامرسان عصبی از نوع کاتکولامین است که در بیشتر مهره‌داران و بی‌مهرگان وجود دارد و نقش فعال‌کنندگی دارد.
- اکسی توسین (به انگلیسی: Oxytocin)
- اسید گلوتامیک که یکی از بیست اسید آمینهٔ اصلی یاخته‌های زنده است (پروتئین‌ها از اتصال به هم اسیدهای آمینه ساخته می‌شوند).
- سروتونین (به انگلیسی: Serotonin) یا هیدروکسی‌تریپتامین یکی از انتقال‌دهنده‌های عصبی منوآمینی است که توسط نورون‌های دستگاه گوارشی و دستگاه عصبی مرکزی ترشح می‌شود.